# Sportclub Cambuur
Lo Sportclub Cambuur è una società calcistica olandese con sede nella città di Leeuwarden. Milita nella Eerste Divisie, la seconda divisione del campionato olandese.
Fondato nel 1964, gioca al Cambuur Stadion (capienza 10 000 spettatori). Dal 2023 milita nella seconda divisione del campionato olandese di calcio.

## Storia
Il club venne fondato il 19 giugno 1964 e trae il nome da Cambuursterhoek, il quartiere di Leeuwarden in cui sorge il Cambuur Stadion.
Negli anni '80 e '90 si è qualificato varie volte ai play-off di Eerste Divisie. Nel 1992 vinse il campionato di Eerste Divisie e fu promosso per la prima volta in Eredivisie, la massima serie nazionale. Retrocesso nel 1994, ottenne una nuova promozione in massima serie nel 1998 e subì una nuova retrocessione due anni dopo. Seguirono anni difficili, fino al rischio di fallimento nel 2005. 
Nel 2006 le casse societarie furono risanate e dal 2010 il club gode di una certa stabilità finanziaria. Nel 2009 il Cambuur sfiorò la promozione in massima serie, perdendo ai tiri di rigore la finale dei play-off contro il Roda JC. La vittoria del campionato di Eerste Divisie 2012-2013 proiettò la squadra in massima serie. Al termine della stagione 2015-2016 il club retrocesse in seconda divisione. Nel 2019-2020 il Cambuur guida la classifica di Eerste Divisie, ma, dopo la sospensione definitiva del campionato a causa della pandemia di COVID-19, si vede negare la promozione d'ufficio in massima serie dalla Federazione calcistica dei Paesi Bassi, malgrado un vantaggio di 11 punti sulla seconda classificata al momento della sospensione. La promozione viene centrata nel 2020-2021, grazie alla vittoria del campionato cadetto. A sei anni dall'ultima volta, dunque, il Cambuur gioca nella prima divisione olandese, e riesce anche a mantenere la serie con un nono posto.

## Colori e simboli
L'uniforme è composta da maglie gialle e i pantaloncini blu.

## Stadio
Il Cambuur gioca le partite interne al Cambuur Stadion, situato nella città di Leeuwarden.

## Allenatori
- 1964-1966  Jan Bens
- 1966-1968  Piet de Wolf
- 1968-1970  Jan Bens
- 1970-1972  Arie Otten
- 1972-1975  Leon Beenhakker
- 1975-1976  André Rossenburg poi Atte Bouma
- 1976-1980  Nol de Ruiter
- 1980-1983  Henk de Jonge
- 1983-1985  Theo Verlangen
- 1985-1988  Fritz Korbach
- 1988-1990  Sandor Popovics
- 1990-1992  Rob Baan
- 1992-1993  Theo de Jong
- 1993-1994  Fritz Korbach
- 1994-1995  Fritz Korbach poi  Han Berger
- 1995-1998  Han Berger
- 1999-2001  Gert Kruys
- 2001-2002  Gert Kruys poi  Henny Lee
- 2002-2003  Rob McDonald
- 2003-2004  Dick de Boer
- 2004-2005  Dick de Boer poi  Jan Schulting
- 2005-2006  Roy Wesseling
- 2006-2007  Roy Wesseling poi  Gerrie Schouwenaar
- 2007-2008  Jurrie Koolhof
- 2008-2009  Jurrie Koolhof poi  Stanley Menzo
- 2009-2010  Stanley Menzo
- 2010-2011  Stanley Menzo poi  Alfons Arts
- 2011-2012  Alfons Arts
- 2012-2013  Alfons Arts poi  Henk de Jong
- 2013-2014  Dwight Lodeweges
- 2014-2016  Henk de Jong
- 2016       Marcel Keizer
- 2016-2017  Rob Maas poi  Sipke Hulshoff
- 2017-2018  Marinus Dijkhuizen poi  Sipke Hulshoff
- 2018-2019  René Hake
- 2019-2022  Henk de Jong
- 2022-2023  Pascal Bosspoelt &  Martijn Barto (Ad interim) poi  Sjors Ultee
- 2023-2024  Sjors Ultee poi  Henk de Jong
- 2024-2025  Henk de Jong

## Statistiche e record
Johan Abma, con 452 presenze totali in campionato, detiene il record di apparizioni con il club.

## Palmarès

### Competizioni nazionali
- Eerste Divisie: 3

1991-1992, 2012-2013, 2020-2021
- Tweede Divisie: 1

1964-1965

### Altri piazzamenti
- Coppa dei Paesi Bassi:

Semifinalista: 2016-2017, 2023-2024
- Eerste Divisie:

Secondo posto: 1958-1959, 1996-1997, 1997-1998, 2009-2010
Terzo posto: 1986-1987, 2008-2009, 2016-2017, 2024-2025

## Tifoseria
La tifoseria del Cambuur si identifica nel MI-Side che si attesta nelle curve sud e nord del Cambuur Stadion. Il nome deriva dalla strada dove le tribune sono costruite: "M" per la Marathonstraat e "I" per la Insulindestraat. La maggior parte degli appassionati più fanatici del SC Cambuur ora siede sul lato nord dello stadio.

## Statistiche e record

### Partecipazione ai campionati
| Livello | Categoria      | Partecipazioni | Debutto   | Ultima stagione | Totale |
| ------- | -------------- | -------------- | --------- | --------------- | ------ |
| 1º      | Eredivisie     | 8              | 1992-1993 | 2021-2022       | 8      |
| 2º      | Eerste Divisie | 49             | 1965-1966 | 2020-2021       | 49     |
| 3º      | Tweede Divisie | 1              | 1964-1965 | 1964-1965       | 1      |

### Statistiche individuali
- 73  Jan Bruin
- 66  Sandor van der Heide
- 63  Dirk Roelfsema
- 61  Koko Hoekstra
- 59  Jos Peltzer
- 52  Gerrie de Jonge
- 52  Willem van der Ark
- 47  Mark de Vries
- 44  Johan Zuidema
- 40  Henk de Groot
- 39  Jaap de Blaauw
- 37  Harry van der Laan

## Organico

### Rosa 2024-2025
Aggiornata al 29 agosto 2024.
| N. |                        | Ruolo | Calciatore         |
| -- | ---------------------- | ----- | ------------------ |
| 1  | Paesi Bassi (bandiera) | P     | Thijs Jansen       |
| 2  | Paesi Bassi (bandiera) | D     | Gabi Caschili      |
| 5  | Paesi Bassi (bandiera) | D     | Thomas Poll        |
| 6  | Paesi Bassi (bandiera) | C     | Jeremy van Mullem  |
| 7  | Paesi Bassi (bandiera) | A     | Remco Balk         |
| 8  | Paesi Bassi (bandiera) | C     | Maikel Kieftenbeld |
| 9  | Irlanda (bandiera)     | A     | Jonathan Afolabi   |
| 10 | Paesi Bassi (bandiera) | C     | Fedde de Jong      |
| 11 | Paesi Bassi (bandiera) | C     | Ilias Alhaft       |
| 12 | Paesi Bassi (bandiera) | C     | Mark Diemers       |
| 14 | Spagna (bandiera)      | D     | Arnau Casas        |
| 15 | Norvegia (bandiera)    | D     | Sturla Ottesen     |
| 17 | Paesi Bassi (bandiera) | C     | Matthias Nartey    |

| N. |                        | Ruolo | Calciatore              |
| -- | ---------------------- | ----- | ----------------------- |
| 18 | Germania (bandiera)    | C     | Tony Rölke              |
| 19 | Paesi Bassi (bandiera) | A     | Michael de Leeuw        |
| 20 | Paesi Bassi (bandiera) | D     | Bryant Nieling          |
| 21 | Paesi Bassi (bandiera) | C     | Marcel Schaapman        |
| 22 | Paesi Bassi (bandiera) | P     | Daan Reiziger           |
| 23 | Paesi Bassi (bandiera) | P     | Brett Minnema           |
| 24 | Paesi Bassi (bandiera) | D     | Toni Jonker             |
| 25 | Paesi Bassi (bandiera) | D     | Bram Marsman            |
| 26 | Curaçao (bandiera)     | D     | Tyrique Mercera         |
| 27 | Paesi Bassi (bandiera) | C     | Wiebe Kooistra          |
| 28 | Curaçao (bandiera)     | C     | Nicky Souren (capitano) |
| 29 | Belgio (bandiera)      | C     | Benjamin Pauwels        |
| 30 | Paesi Bassi (bandiera) | C     | Yoram van der Veen      |

### Rosa 2023-2024
Aggiornata al 12 febbraio 2024.
| N. |                        | Ruolo | Calciatore                 |
| -- | ---------------------- | ----- | -------------------------- |
| 1  | Paesi Bassi (bandiera) | P     | Yanick van Osch            |
| 2  | Paesi Bassi (bandiera) | D     | Gabi Caschili              |
| 3  | Paesi Bassi (bandiera) | D     | Floris Smand               |
| 4  | Paesi Bassi (bandiera) | D     | Léon Bergsma               |
| 5  | Paesi Bassi (bandiera) | D     | Thomas Poll                |
| 6  | Paesi Bassi (bandiera) | C     | Jeremy van Mullem          |
| 7  | Paesi Bassi (bandiera) | A     | Remco Balk                 |
| 8  | Paesi Bassi (bandiera) | C     | Daniël van Kaam (capitano) |
| 9  | Lettonia (bandiera)    | A     | Roberts Uldriķis           |
| 10 | Paesi Bassi (bandiera) | C     | Fedde de Jong              |

| N. |                        | Ruolo | Calciatore           |
| -- | ---------------------- | ----- | -------------------- |
| 14 | Paesi Bassi (bandiera) | A     | Michael Breij        |
| 15 | Paesi Bassi (bandiera) | D     | Marco Tol            |
| 16 | Paesi Bassi (bandiera) | P     | Daan Reiziger        |
| 19 | Paesi Bassi (bandiera) | A     | Milan Smit           |
| 20 | Paesi Bassi (bandiera) | C     | Vincent Pichel       |
| 21 | Paesi Bassi (bandiera) | C     | Milan de Koe         |
| 22 | Haiti (bandiera)       | D     | Jhondly van der Meer |
| 23 | Paesi Bassi (bandiera) | P     | Brett Minnema        |
| 27 | Guinea (bandiera)      | D     | Sekou Sylla          |
|    | Stati Uniti (bandiera) | A     | Agustin Anello       |

### Rosa 2022-2023
Aggiornata al 23 maggio 2023.
| N. |                         | Ruolo | Calciatore              |
| -- | ----------------------- | ----- | ----------------------- |
| 1  | Portogallo (bandiera)   | P     | João Virgínia           |
| 3  | Suriname (bandiera)     | D     | Calvin Mac-Intosch      |
| 4  | Paesi Bassi (bandiera)  | D     | Léon Bergsma            |
| 5  | Paesi Bassi (bandiera)  | D     | Doke Schmidt            |
| 6  | Paesi Bassi (bandiera)  | C     | Mees Hoedemakers        |
| 7  | Svizzera (bandiera)     | A     | Felix Mambimbi          |
| 8  | Paesi Bassi (bandiera)  | C     | Jamie Jacobs            |
| 9  | Paesi Bassi (bandiera)  | A     | Tom Boere               |
| 10 | Paesi Bassi (bandiera)  | C     | Mitchell Paulissen      |
| 11 | Paesi Bassi (bandiera)  | A     | Silvester van der Water |
| 12 | Paesi Bassi (bandiera)  | P     | Robbin Ruiter           |
| 14 | Paesi Bassi (bandiera)  | A     | Michael Breij           |
| 15 | Paesi Bassi (bandiera)  | D     | Marco Tol               |
| 16 | Sierra Leone (bandiera) | D     | Alex Bangura (capitano) |
| 17 | Paesi Bassi (bandiera)  | C     | Ben Rienstra            |

| N. |                        | Ruolo | Calciatore           |
| -- | ---------------------- | ----- | -------------------- |
| 18 | Gabon (bandiera)       | A     | David Sambissa       |
| 19 | Paesi Bassi (bandiera) | C     | Navarone Foor        |
| 20 | Francia (bandiera)     | C     | Robin Maulun         |
| 21 | Paesi Bassi (bandiera) | C     | Daniël van Kaam      |
| 22 | Haiti (bandiera)       | D     | Jhondly van der Meer |
| 23 | Paesi Bassi (bandiera) | D     | Maxim Gullit         |
| 24 | Giappone (bandiera)    | D     | Sai van Wermeskerken |
| 25 | Marocco (bandiera)     | A     | Mimoun Mahi          |
| 27 | Guinea (bandiera)      | D     | Sekou Sylla          |
| 28 | Lettonia (bandiera)    | A     | Roberts Uldriķis     |
| 30 | Paesi Bassi (bandiera) | A     | Remco Balk           |
| 31 | Paesi Bassi (bandiera) | P     | Brett Minnema        |
| 33 | Paesi Bassi (bandiera) | D     | Floris Smand         |
| 38 | Paesi Bassi (bandiera) | C     | Vincent Pichel       |
| 39 | Paesi Bassi (bandiera) | A     | Milan Smit           |

### Rosa 2021-2022
| N. |                        | Ruolo | Calciatore               |
| -- | ---------------------- | ----- | ------------------------ |
| 1  | Paesi Bassi (bandiera) | P     | Sonny Stevens            |
| 2  | Paesi Bassi (bandiera) | D     | Jasper ter Heide         |
| 3  | Paesi Bassi (bandiera) | D     | Calvin Mac-Intosch       |
| 4  | Paesi Bassi (bandiera) | D     | Erik Schouten (capitano) |
| 5  | Paesi Bassi (bandiera) | D     | Doke Schmidt             |
| 6  | Paesi Bassi (bandiera) | C     | Mees Hoedemakers         |
| 7  | Paesi Bassi (bandiera) | A     | Issa Kallon              |
| 8  | Paesi Bassi (bandiera) | C     | Jamie Jacobs             |
| 9  | Paesi Bassi (bandiera) | A     | Tom Boere                |
| 10 | Paesi Bassi (bandiera) | C     | Mitchell Paulissen       |
| 12 | Paesi Bassi (bandiera) | P     | Pieter Bos               |
| 14 | Paesi Bassi (bandiera) | C     | Michael Breij            |
| 15 | Paesi Bassi (bandiera) | D     | Marco Tol                |

| N. |                        | Ruolo | Calciatore           |
| -- | ---------------------- | ----- | -------------------- |
| 16 | Paesi Bassi (bandiera) | D     | Alex Bangura         |
| 17 | Paesi Bassi (bandiera) | C     | Nick Doodeman        |
| 18 | Gabon (bandiera)       | D     | David Sambissa       |
| 19 | Paesi Bassi (bandiera) | A     | Sam Hendriks         |
| 20 | Francia (bandiera)     | C     | Robin Maulun         |
| 21 | Ungheria (bandiera)    | A     | Tamás Kiss           |
| 23 | Paesi Bassi (bandiera) | D     | Maxim Gullit         |
| 28 | Lettonia (bandiera)    | A     | Roberts Uldriķis     |
| 30 | Bulgaria (bandiera)    | C     | Filip Krăstev        |
| 31 | Paesi Bassi (bandiera) | P     | Brett Minnema        |
| 33 | Haiti (bandiera)       | C     | Jhondly van der Meer |
|    | Paesi Bassi (bandiera) | A     | Patrick Joosten      |

### Rosa 2020-2021
| N. |                        | Ruolo | Calciatore               |
| -- | ---------------------- | ----- | ------------------------ |
| 1  | Paesi Bassi (bandiera) | P     | Sonny Stevens            |
| 2  | Paesi Bassi (bandiera) | D     | Jasper ter Heide         |
| 3  | Paesi Bassi (bandiera) | D     | Calvin Mac-Intosch       |
| 4  | Paesi Bassi (bandiera) | D     | Erik Schouten (capitano) |
| 5  | Paesi Bassi (bandiera) | D     | Doke Schmidt             |
| 6  | Paesi Bassi (bandiera) | C     | Mees Hoedemakers         |
| 7  | Paesi Bassi (bandiera) | A     | Issa Kallon              |
| 8  | Paesi Bassi (bandiera) | C     | Jamie Jacobs             |
| 9  | Paesi Bassi (bandiera) | A     | Maarten Pouwels          |
| 10 | Paesi Bassi (bandiera) | C     | Mitchell Paulissen       |
| 11 | Paesi Bassi (bandiera) | C     | Giovanni Korte           |
| 12 | Paesi Bassi (bandiera) | P     | Pieter Bos               |
| 14 | Paesi Bassi (bandiera) | C     | Michael Breij            |

| N. |                        | Ruolo | Calciatore           |
| -- | ---------------------- | ----- | -------------------- |
| 15 | Paesi Bassi (bandiera) | D     | Joris Kramer         |
| 16 | Paesi Bassi (bandiera) | D     | Alex Bangura         |
| 18 | Paesi Bassi (bandiera) | C     | Stanley Akoy         |
| 19 | Paesi Bassi (bandiera) | D     | Sven Nieuwpoort      |
| 20 | Francia (bandiera)     | C     | Robin Maulun         |
| 21 | Paesi Bassi (bandiera) | A     | Robert Mühren        |
| 22 | Paesi Bassi (bandiera) | A     | Delano Ladan         |
| 23 | Paesi Bassi (bandiera) | P     | Brett Minnema        |
| 24 | Francia (bandiera)     | D     | David Sambissa       |
| 26 | Paesi Bassi (bandiera) | A     | Ragnar Oratmangoen   |
| 27 | Curaçao (bandiera)     | C     | Jarchinio Antonia    |
| 33 | Haiti (bandiera)       | C     | Jhondly van der Meer |

### Rosa 2019-2020
| N. |                        | Ruolo | Calciatore               |
| -- | ---------------------- | ----- | ------------------------ |
| 1  | Paesi Bassi (bandiera) | P     | Sonny Stevens            |
| 2  | Paesi Bassi (bandiera) | D     | Jordy van Deelen         |
| 3  | Paesi Bassi (bandiera) | D     | Calvin Mac-Intosch       |
| 4  | Paesi Bassi (bandiera) | D     | Erik Schouten (capitano) |
| 5  | Paesi Bassi (bandiera) | D     | Doke Schmidt             |
| 6  | Paesi Bassi (bandiera) | C     | Mees Hoedemakers         |
| 7  | Paesi Bassi (bandiera) | A     | Issa Kallon              |
| 8  | Belgio (bandiera)      | C     | Mathias Schils           |
| 9  | Paesi Bassi (bandiera) | A     | Nigel Robertha           |
| 11 | Paesi Bassi (bandiera) | A     | Justin Mathieu           |
| 12 | Paesi Bassi (bandiera) | P     | Pieter Bos               |
| 14 | Paesi Bassi (bandiera) | C     | Bryan Smeets             |
| 16 | Paesi Bassi (bandiera) | C     | Daan Boerlage            |

| N. |                        | Ruolo | Calciatore            |
| -- | ---------------------- | ----- | --------------------- |
| 17 | Paesi Bassi (bandiera) | A     | Tyrone Conraad        |
| 18 | Paesi Bassi (bandiera) | C     | Julian Calor          |
| 19 | Svizzera (bandiera)    | A     | Karim Rossi           |
| 20 | Francia (bandiera)     | C     | Robin Maulun          |
| 21 | Paesi Bassi (bandiera) | A     | Robert Mühren         |
| 22 | Lettonia (bandiera)    | C     | Andrejs Ciganiks      |
| 23 | Paesi Bassi (bandiera) | D     | Omar El Baad          |
| 24 | Francia (bandiera)     | D     | David Sambissa        |
| 25 | Paesi Bassi (bandiera) | D     | Cody Claver           |
| 27 | Paesi Bassi (bandiera) | C     | Kevin Jansen          |
| 28 | Paesi Bassi (bandiera) | C     | Rutger Etten          |
| 29 | Svizzera (bandiera)    | C     | Kevin van Kippersluis |

### Rosa 2018-2019
| N. |                        | Ruolo | Calciatore           |
| -- | ---------------------- | ----- | -------------------- |
| 1  | Paesi Bassi (bandiera) | P     | Xavier Mous          |
| 2  | Paesi Bassi (bandiera) | D     | Jordy van Deelen     |
| 3  | Germania (bandiera)    | D     | Emmanuel Mbende      |
| 4  | Paesi Bassi (bandiera) | D     | Matthew Steenvoorden |
| 5  | Giappone (bandiera)    | D     | Sai van Wermeskerken |
| 6  | Germania (bandiera)    | C     | Kevin Schindler      |
| 7  | Paesi Bassi (bandiera) | A     | Issa Kallon          |
| 8  | Belgio (bandiera)      | C     | Mathias Schils       |
| 9  | Paesi Bassi (bandiera) | A     | Nigel Robertha       |
| 11 | Paesi Bassi (bandiera) | A     | Justin Mathieu       |
| 12 | Paesi Bassi (bandiera) | P     | Pieter Bos           |
| 14 | Paesi Bassi (bandiera) | C     | Bryan Smeets         |
| 16 | Paesi Bassi (bandiera) | C     | Daan Boerlage        |

| N. |                        | Ruolo | Calciatore              |
| -- | ---------------------- | ----- | ----------------------- |
| 17 | Paesi Bassi (bandiera) | A     | Tyrone Conraad          |
| 18 | Paesi Bassi (bandiera) | C     | Julian Calor            |
| 19 | Svizzera (bandiera)    | A     | Karim Rossi             |
| 20 | Francia (bandiera)     | C     | Robin Maulun            |
| 21 | Paesi Bassi (bandiera) | D     | Robbert Schilder (cap.) |
| 22 | Lettonia (bandiera)    | C     | Andrejs Ciganiks        |
| 23 | Paesi Bassi (bandiera) | D     | Omar El Baad            |
| 24 | Francia (bandiera)     | D     | David Sambissa          |
| 25 | Paesi Bassi (bandiera) | D     | Cody Claver             |
| 27 | Paesi Bassi (bandiera) | C     | Kevin Jansen            |
| 28 | Paesi Bassi (bandiera) | C     | Rutger Etten            |
| 29 | Svizzera (bandiera)    | C     | Kevin van Kippersluis   |

### Rosa 2017-2018
| N. |                        | Ruolo | Calciatore           |
| -- | ---------------------- | ----- | -------------------- |
| 1  | Paesi Bassi (bandiera) | P     | Jesse Bertrams       |
| 2  | Paesi Bassi (bandiera) | D     | Jordy van Deelen     |
| 3  | Paesi Bassi (bandiera) | D     | Omar El Baad         |
| 4  | Paesi Bassi (bandiera) | D     | Matthew Steenvoorden |
| 5  | Giappone (bandiera)    | D     | Sai van Wermeskerken |
| 6  | Paesi Bassi (bandiera) | C     | Jurjan Mannes        |
| 7  | Paesi Bassi (bandiera) | C     | Alvin Daniëls        |
| 8  | Paesi Bassi (bandiera) | A     | Issa Kallon          |
| 9  | Paesi Bassi (bandiera) | A     | Martijn Barto        |
| 10 | Paesi Bassi (bandiera) | C     | Ricardo Kip          |
| 11 | Paesi Bassi (bandiera) | A     | Justin Mathieu       |
| 12 | Paesi Bassi (bandiera) | A     | Xander Houtkoop      |
| 14 | Paesi Bassi (bandiera) | C     | Bryan Smeets         |

| N. |                        | Ruolo | Calciatore              |
| -- | ---------------------- | ----- | ----------------------- |
| 15 | Paesi Bassi (bandiera) | C     | Daan Boerlage           |
| 16 | Belgio (bandiera)      | C     | Mathias Schils          |
| 17 | Paesi Bassi (bandiera) | C     | Kevin van Kippersluis   |
| 18 | Paesi Bassi (bandiera) | C     | Noureddine Boutzamar    |
| 19 | Paesi Bassi (bandiera) | A     | Nigel Robertha          |
| 20 | Paesi Bassi (bandiera) | C     | Darren Rosheuvel        |
| 21 | Paesi Bassi (bandiera) | D     | Robbert Schilder (cap.) |
| 22 | Paesi Bassi (bandiera) | P     | Erik Cummins            |
| 23 | Belgio (bandiera)      | D     | Marvin Peersman         |
| 24 | Paesi Bassi (bandiera) | D     | Martijn van der Laan    |
| 27 | Paesi Bassi (bandiera) | C     | Furdjel Narsingh        |
| 28 | Paesi Bassi (bandiera) | P     | Pieter Bos              |
| 30 | Svizzera (bandiera)    | A     | Karim Rossi             |

### Rosa 2016-2017
Rosa e numeri come da sito ufficiale.
| N. |                        | Ruolo | Calciatore           |
| -- | ---------------------- | ----- | -------------------- |
| 2  | Paesi Bassi (bandiera) | D     | Jordy van Deelen     |
| 4  | Paesi Bassi (bandiera) | D     | Matthew Steenvoorden |
| 6  | Paesi Bassi (bandiera) | C     | Erik Bakker (cap.)   |
| 7  | Ghana (bandiera)       | C     | Raymond Gyasi        |
| 8  | Indonesia (bandiera)   | C     | Stefano Lilipaly     |
| 9  | Paesi Bassi (bandiera) | A     | Martijn Barto        |
| 10 | Paesi Bassi (bandiera) | C     | Ricardo Kip          |
| 11 | Paesi Bassi (bandiera) | A     | Tarik Tissoudali     |
| 12 | Paesi Bassi (bandiera) | A     | Xander Houtkoop      |
| 14 | Curaçao (bandiera)     | C     | Jamiro Monteiro      |
| 15 | Paesi Bassi (bandiera) | A     | Jergé Hoefdraad      |
| 16 | Paesi Bassi (bandiera) | D     | Djavan Anderson      |
| 17 | Paesi Bassi (bandiera) | C     | Danny Bakker         |

| N. |                        | Ruolo | Calciatore           |
| -- | ---------------------- | ----- | -------------------- |
| 18 | Paesi Bassi (bandiera) | C     | Noureddine Boutzamar |
| 20 | Paesi Bassi (bandiera) | A     | Sander van de Streek |
| 21 | Paesi Bassi (bandiera) | D     | Robbert Schilder     |
| 22 | Paesi Bassi (bandiera) | P     | Leonard Nienhuis     |
| 23 | Belgio (bandiera)      | D     | Marvin Peersman      |
| 24 | Paesi Bassi (bandiera) | C     | Farshad Noor         |
| 25 | Paesi Bassi (bandiera) | C     | Jurjan Mannes        |
| 26 | Paesi Bassi (bandiera) | P     | Harm Zeinstra        |
| 28 | Paesi Bassi (bandiera) | P     | Pieter Bos           |
| 30 | Paesi Bassi (bandiera) | A     | Michiel Hemmen       |
| 33 | Paesi Bassi (bandiera) | D     | Delvechio Blackson   |
| 41 | Paesi Bassi (bandiera) | D     | Omar El Baad         |